# Diacyclops chrisae
Diacyclops chrisae är en kräftdjursart som beskrevs av J. W. Reid 1992. Diacyclops chrisae ingår i släktet Diacyclops och familjen Cyclopidae. Inga underarter finns listade i Catalogue of Life.